# Und in mir der unbesiegbare Sommer

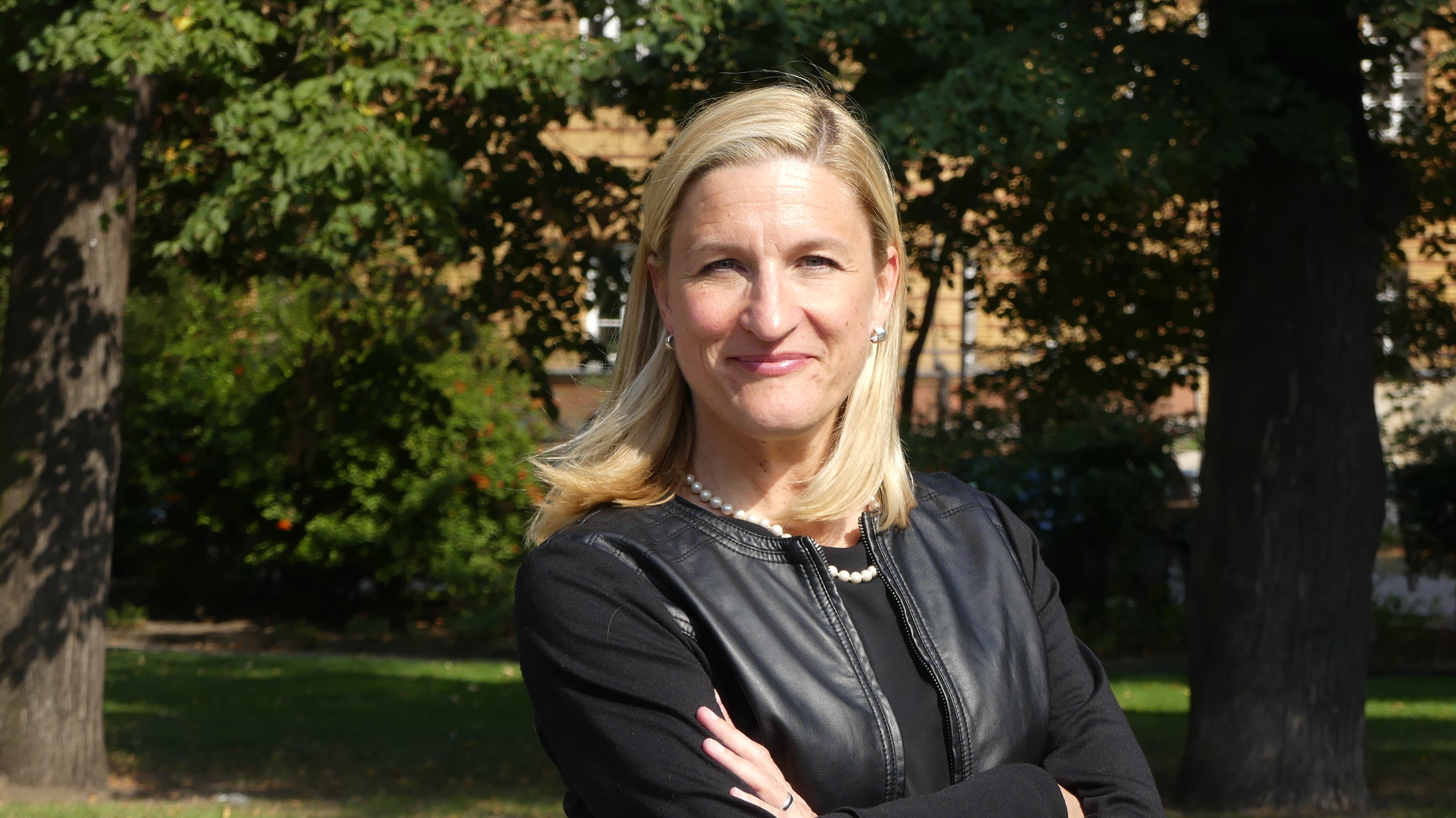
Die Autorin von Und in mir der unbesiegbare Sommer: Ruta Sepetys (2016 beim Kinder- und Jugendprogramm des 16. Internationalen Literaturfestivals Berlin)

Und in mir der unbesiegbare Sommer (Originaltitel: Between Shades of Gray) ist ein historischer Jugendroman der US-amerikanisch-litauischen Schriftstellerin Ruta Sepetys. Erzählt wird die Geschichte der 15-jährigen Lina, die mit ihrer Mutter und ihrem Bruder nach Sibirien verschleppt wird. Es beginnt ein Kampf ums Überleben.
Sepetys’ Debütroman Between Shades of Gray wurde am 22. März 2011 beim US-amerikanischen Verlag Philomel Books in englischer Sprache veröffentlicht und umfasst 384 Seiten. Die deutsche Übersetzung mit dem Titel Und in mir der unbesiegbare Sommer erschien am 25. August 2011 beim Carlsen Verlag und umfasst 304 Seiten. Henning Ahrens besorgte die Übersetzung. Das Buch wurde in 50 Ländern publiziert.

## Inhalt
„Und in mir der unbesiegbare Sommer“ erzählt die Geschichte der 15-jährigen Lina, einem litauischen Mädchen aus Kaunas, das ohne den Grund zu kennen, mit ihrer gesamten Familie von der sowjetischen Geheimpolizei deportiert wird.

### Diebe und Huren
Am Abend des 14. Juni 1941 hämmern die NKWD-Leute an die Türe der Familie Vilkas und geben ihr zwanzig Minuten Zeit, ihr nötigstes Hab und Gut einzupacken. Lina, ihre Mutter Elena und ihr Bruder Jonas werden auf einen Lastwagen verladen, auf dem schon andere Leute sitzen. Einige erkennen sie, wie zum Beispiel Frau Grybas, eine unverheiratete Lehrerin. Aber auch Fremde sind auf dem Wagen, darunter ein Glatzkopf, der seine Zeit damit zubringt, den baldigen Tod aller Gefangenen heraufzubeschwören und sich ständig beklagt. Außerdem eine Bibliothekarin, die sich als Frau Rimas vorstellt. Beim Versuch zu fliehen, verletzt der Mann mit der Glatze sein Bein schwer und ist von da an auf die Hilfe der anderen angewiesen. Als der Wagen vor einem Krankenhaus hält, glaubt die Gruppe zunächst, man wolle dem Glatzkopf helfen, doch stattdessen wird eine junge Mutter auf den Laster geladen, die erst wenige Minuten zuvor ihr Kind geboren hat.
Auf einem alten Rangierbahnhof werden sie auf Waggons geladen, zuvor wurden Frauen, Kinder, Alte und Kranke von den Männern getrennt und selbst der kleine Jonas darf nur bei seiner Mutter bleiben, weil diese einen Soldaten besticht.
Obwohl die Kolonne noch ein paar Tage stehen bleibt, dürfen die Gefangenen die Waggons nicht verlassen. Als Andrius Arvydas, den Lina in dem Eisenbahnwagen kennengelernt hat, nach draußen gehen möchte, um eine Toilette zu suchen, wird er von den NKWD-Soldaten geschlagen und wieder hinein geworfen. Den Gefangenen bleibt nichts anderes übrig, als sich durch ein Loch im Boden des Waggons zu erleichtern.
Lina und Andrius gelingt es, sich herauszuschleichen, als ein paar Waggons mit Männern am Rangierbahnhof einfahren. Lina kann ihren Vater finden und sich durch die Luke im Boden mit ihm unterhalten, er fordert sie auf, ihm eine Spur mit ihren Zeichnungen zu legen, damit er sie irgendwann finden kann. Während Lina zum Waggon zurückkehrt, versucht Andrius weiter, seinen Vater zu finden, und kehrt erst einige Zeit später erfolglos und verprügelt zurück. Er wurde erwischt, konnte sich aber davon machen, bevor er erkannt wurde. Mit wenig Wasser und Essen müssen die Gefangenen in dem stickigen Waggon verharren, der sich nun in Bewegung setzt. In Vilnius werden die Eisenbahnwägen der Männer abgekoppelt und in eine andere Richtung weitergeleitet. Von nun an versucht Lina, ihren Weg so gut sie ihn eben durch einen Spalt in der Wand erkennen kann, auf einem Taschentuch nachzuzeichnen, um ihren Vater wissen zu lassen, wo sie sind. Auf der wochenlangen Fahrt sterben viele Menschen und vor allem Kinder. Unter ihnen ist Onas neugeborene Tochter. Die junge Mutter wird wahnsinnig vor Kummer. Als sie versucht, einen Soldaten zu attackieren, erschießt er sie.
Jonas hat in Andrius eine Bezugsperson gefunden. Als die beiden eines Tages Seiten aus Linas Buch Die Pickwickier von Charles Dickens, ein Geschenk ihrer verstorbenen Großmutter, herausreißen, um sich Zigaretten zu drehen, ist sie wütend auf den hübschen Jungen.
Nach sechs Wochen hält der Zug endlich an und die Gefangenen dürfen für kurze Zeit aussteigen, doch nur damit sie von Menschen betrachtet werden können, die sie als potentielle Zwangsarbeiter kaufen können. Lina drückt das Taschentuch für ihren Vater einem Mann in die Hand, der es weiterreicht, in der Hoffnung, dass es irgendwann das gewünschte Ziel erreicht. Lina und ihre Familie werden nicht verkauft, sondern mit einem Lastwagen an einen Ort gebracht, wo sie sich unter den lüsternen Blicken der Soldaten mit kaltem Wasser abschrubben dürfen. Die Gruppe wird in eine Rübenkolchose bei Turaciak gebracht, das zu einem landwirtschaftlichen Betrieb gehört. Die Gefangenen werden auf die Hütten der Dorfbewohner verteilt.

### Landkarten und Schlangen
Uljuschka, bei der die Familie Vilkas unterkommt, ist nicht gerade begeistert, dass die Familie bei ihr untergebracht wird, und verlangt immer wieder Teile von der ohnehin viel zu knappen Essensration als Miete für ihre winzige Hütte.
Die NKWD-Soldaten versuchen, Elena Vilkas zu überreden, für sie als Übersetzerin zu arbeiten und fordern sie zusätzlich auf, für sie zu spionieren – doch sie lehnt ab. Als Strafe müssen sie, Lina mit einigen anderen Zwangsarbeitern, Gruben ausgraben, von denen sie nicht wissen, ob es die eigenen Gräber werden sollen.
In der Nähe des Dorfes gibt es ein Postamt, doch alle Briefe werden von den Sowjets gelesen, und als ein Mann öffentlich aufgespießt wurde, weil er einen Lageplan für die Partisanenkämpfer gezeichnet hat, muss Lina unwillkürlich an ihre eigenen Zeichnungen der Umgebung denken, die sie in ihrem Koffer versteckt hat.
In der zweiten Nacht werden die unfreiwilligen Arbeiter in die Blockhütte der NKWD-Leute gerufen. Sie sollen einen Vertrag unterschreiben, der sie dazu verpflichtet, der Kolchose beizutreten, eine Kriegssteuer von 200 Rubel pro Person zu zahlen und sich selbst als Verbrecher anzuklagen und damit zu 25 Jahren Zwangsarbeit zu verpflichten. Die Gefangenen weigern sich zunächst, doch die sowjetischen Soldaten üben solchen Druck aus, dass viele nach einiger Zeit doch unterschreiben.
Als Lina Andrius’ Mutter eines Abends in der Blockhütte der Soldaten sieht, wie sie ihnen Getränke reicht, beginnt sie, Andrius und seine Mutter der Spionage zu verdächtigen. Außerdem fällt ihr auf, dass Andrius auch immer mehr zu essen hat, dies aber mit den anderen teilt. Als Lina ihn zur Rede stellt, erfährt sie, dass Andrius’ Mutter sich für die russischen Soldaten prostituieren muss, da sie gedroht haben, ansonsten ihren Sohn umzubringen. Er ist wütend, dass Lina ihn verdächtigt hat, und lässt sie stehen.
Die Gefangenen, die sich den NKWD-Soldaten gebeugt haben, dürfen das nächstgelegene Dorf besuchen, in dem es ein Postamt gibt. Doch sie müssen vorsichtig sein, wem sie was schreiben, damit sie ihre Liebsten nicht belasten.
Der Winter bricht herein und die Arbeit auf dem Feld wird immer härter. Lina ist froh, dass ihre Mutter eine Schulklasse unterrichten darf und nicht draußen in der Kälte schuften muss. Doch Lina muss schwere Kornsäcke schleppen und Jonas im Wald Feuerholz hacken.
Frau Rimas bekommt als Erste einen Antwortbrief. Alle sind in heller Aufregung. Sie ist glücklich darüber, als sie erfährt, dass ihr Mann noch lebt, doch über die Erwähnung eines Bibelzitats erfährt sie, wie schlimm es um ihn steht.
Wegen des Vitaminmangels erkrankt Jonas an Skorbut und Andrius stiehlt eine Dose Tomaten für ihn, die seine Krankheit heilen soll. Jonas erholt sich nur sehr langsam.
Andrius schämt sich für das Verhältnis seiner Mutter zu den NKWD-Leuten. Deshalb traut er sich auch nicht zu der Weihnachtsfeier, die die anderen miteinander abhalten. Doch er gibt Lina Schokolade für das Fest mit. Die Feierlichkeit wird jedoch von den Soldaten aufgelöst, die die Gefangenen wieder zu einer Unterschrift zwingen wollen.
Lina wird von dem Kommandanten aufgefordert, ihn zu porträtieren. Während sie ihn zeichnet, findet Lina ihre eigene Akte auf dem Schreibtisch und kann herausfinden, dass ihr Vater sich im Gefängnis von Krasnojarsk befindet. Daraufhin zeichnet Lina einige litauische Symbole und ihr Haus in Kaunas auf ein Stück Birkenrinde und schreibt dazu: „Bitte im Gefängnis von Krasnojarsk abgeben. Mit Liebe Von Fräulein Altai.“ Sie bittet die mürrische Frau, das Rindenstück im Dorf weiterzureichen.
Zu ihrem Geburtstag erhält Lina von Andrius eine russische Ausgabe von Charles Dickens’ „Dombey und Sohn“. Sie ist begeistert von dem Geschenk und küsst ihn. Doch das junge Liebesglück hält nicht lange, denn Lina, ihre Mutter und Jonas sollen in ein anderes Lager verlegt werden und Andrius bleibt zurück. Bevor sie abfahren, versprechen sich Lina und Andrius, sich bald wieder zu sehen.

### Asche und Eis
In einem Lastwagen beginnt die erneute Reise für die Gefangenen. Der NKWD-Soldat Kretzky begleitet die Gruppe. Lina kann ihn nicht ausstehen und Jonas ist wütend auf seine Mutter, als sie den Soldaten mit seinem Vornamen Nikolai anspricht.
In Makarow angekommen, warten die Gefangenen auf ein Schiff, das sie weiter transportieren soll. Sie wundern sich über die ungewohnt großzügige Essensversorgung. Als die Boote endlich ankommen, fahren sie wochenlang die Angara stromabwärts. Abwechselnd fahren sie mit Lastwagen und Kähnen bis über Jakutsk und überqueren schließlich den nördlichen Polarkreis, bevor sie in Trofimowsk ankommen. Obwohl es in der Polarregion im Oktober bereits bitter kalt ist, haben die Gefangenen keine Unterkünfte und müssen sich diese aus Lehm und Treibholz selbst zusammenzimmern. Als sich eines Tages ein amerikanisches Boot der Insel nähert, hoffen sie auf Hilfe, doch die NKWD-Männer treiben alle in ihre Hütten, um sie vor den Amerikanern zu verbergen, sodass diesen die unmenschlichen Umstände nicht auffallen.
Linas Mutter geht es immer schlechter, denn sie gibt Teile ihres Essens an ihre Kinder ab.
Lina erfährt von dem Glatzkopf endlich den Grund ihrer Verhaftung: Ihr Vater hatte Joana und ihrer Familie geholfen, nach Deutschland zu fliehen und wurde deshalb als Komplize beschuldigt. Lina ist zornig und versucht, jemandem die Schuld an all dem Leid zu geben, das sie und ihre Familie ertragen müssen. Als es kaum noch schlimmer werden kann, berichtet Kretzky Linas Mutter von Kostas Tod und Elena bricht zusammen.
Obwohl es erst November ist, werden die Lebensbedingungen unerträglich. Viele der Gefangenen haben Erfrierungen oder leiden an Ruhr, Typhus oder Skorbut. Läuse und die toten Körper der verstorbenen verschlimmern die ohnehin schlimmen hygienischen Umstände. Eine tote Eule, die die kleine Janina findet, wird zum Festmahl. Obwohl die NKWD-Männer genug Reserven von den Amerikanern erhalten haben, geben sie den Gefangenen nichts ab, und Linas Mutter wird immer schwächer, bis sie sich kaum noch aufrichten kann. Bevor sie stirbt, berichtet sie Lina, dass Kretzky sie vor der Vergewaltigung durch seine Kameraden gerettet hat und sie in seinem Wagen mitnahm. Dies ist der Grund, weshalb er ebenfalls nach Trofimowsk strafversetzt wurde.
Als Lina ein Holzscheit stehlen will, wird sie von dem betrunkenen Kretzky erwischt, der ihr von seiner polnischen Herkunft berichtet und seiner Unfähigkeit, seinen Verwandten helfen zu können. Auch seine Mutter ist tot. Sie starb, als er sechs war. Die neue Frau seines Vaters mag keine Polen und somit auch ihn nicht. Auch wenn Lina ihn noch hasst, tut Kretzky ihr leid.
Ende Februar erkranken Jonas und die kleine Janina wieder an Skorbut und diesmal ist Andrius nicht da, um zu helfen. Doch wie durch ein Wunder erscheint eines Tages ein Arzt im Lager, der die herrschenden Verhältnisse beurteilen soll. Erzürnt über die Bedingungen, denen die Gefangenen ausgeliefert sind, fordert er sofort mehr Nahrung für die Internierten und pflegt die Kranken. Als Lina ihn fragt, wie er von dem abgelegenen Lager gehört habe, gesteht er ihr, dass ihn Kretzky von den menschenunwürdigen Umständen unterrichtet habe.

## Figuren

### Familie Vilkas
Lina Vilkas
Lina ist die 15-jährige Protagonistin des Romans, die mit ihrer Familie zu Beginn der Handlung verschleppt wird. Sie kann sehr gut zeichnen und hofft auf ein Stipendium, um an einer renommierten Kunstschule in Vilnius studieren zu können. Sie liebt Bücher, vor allem „Pickwickier“, das sie von ihrer verstorbenen Großmutter geschenkt bekommen hat. Ihren Hass auf die Sowjets zeigt sie häufig zu offen und verurteilt alle, die in irgendeiner Weise mit ihnen kooperieren. Ihre Zeichenkünste versucht sie dazu zu nutzen, ihrem Vater auf geheimem Weg ihren Aufenthaltsort mitzuteilen, obwohl dies sehr riskant für sie werden könnte.
Jonas Vilkas
Jonas ist Linas 10-jähriger Bruder, der zunächst gar nicht richtig versteht, was mit ihm und seiner Familie geschieht. In Andrius findet er eine männliche Bezugsperson. Trotz seines jungen Alters versucht er, sich der Situation so gut es eben geht anzupassen.
Elena Vilkas
Elena ist eine attraktive Frau mit langen blonden Haaren, die trotz der widrigen Umstände Wert darauf legt, gepflegt und ordentlich auszusehen. Sie spricht fließend Russisch und wird deshalb von den NKWD-Soldaten aufgefordert, für sie als Übersetzerin zu arbeiten und die anderen Gefangenen auszuspionieren. Doch Elena lehnt das Angebot, trotz der Vergünstigungen, die sie erwarten würden, ab. Sie kümmert sich aufopfernd um ihre Kinder und die anderen Gefangenen, da sie der Meinung ist, dass man nur mit gegenseitiger Unterstützung überleben kann.
Kostas Vilkas
Kostas wird von seiner Familie getrennt in das Gefängnis von Krasnojarsk deportiert. Er wurde als Komplize seines Bruders verhaftet, dem er zur Flucht nach Deutschland verholfen hat.

### Die Gefangenen
Andrius Arvydas
Andrius ist 17 und stammt aus Šančiai, sein Vater Petras ist bei der litauischen Armee. Um bei seiner Mutter bleiben zu können, tut er so, als wäre er geistig behindert. Als sie sich auf Forderungen des NKWD einlassen muss, nutzt Andrius die daraus entstandenen Vorteile, um den anderen Gefangenen etwas zu helfen. Er ist sehr hübsch und raucht Zigaretten, wenn es ihm möglich ist. Zu Lina hat er ein ganz besonderes Verhältnis. Die beiden verlieben sich während ihrer Gefangenschaft und versprechen sich, sich wiederzusehen, als Lina verlagert wird.
Frau Arvydas
Frau Arvydas ist Andrius Mutter. Sie ist sehr attraktiv, aber eher zart und körperlich daher nicht besonders belastbar. Sie wird von den NKWD-Soldaten dazu gezwungen, sich zu prostituieren, damit diese ihren Sohn nicht umbringen.
Herr Stalas
Herr Stalas, meistens nur „Der Glatzkopf“ genannt, treibt die anderen Gefangenen mit seiner pessimistischen Art in den Wahnsinn. Er beschwert sich viel und spricht nur vom Tod. Erst spät erfahren die anderen, dass er Jude ist. Und er verbirgt noch ein Geheimnis, das jedoch tatsächlich im Dunkeln bleibt. Auch wenn Herr Salas meist nur auf sein eigenes Wohl bedacht ist, hat er tief in seinem Herzen etwas für die anderen übrig.
Die mürrische Frau
Die mürrische Frau hat zwei Töchter und meckert sehr viel. Sie lässt sich von Elena dafür bestechen, dass sie Post für sie mit ins Dorf nimmt.
Frau Grybas
Frau Grybas, eine unverheiratete Lehrerin, hofft auf Post von ihrem jungen Nachbarn. Sie stiehlt Rüben für Lina und ihre Familie. Als diese in ein anderes Lager gebracht werden und sie zurückbleibt, ist sie am Boden zerstört.
Frau Rimas
Frau Rimas ist klein, aber kräftig gebaut. Sie ist Bibliothekarin und kennt daher viele Geschichten, die sie den Kindern erzählt, um sie abzulenken. Sie ist verheiratet und die erste, die einen Brief aus Litauen bekommt.
Ona
Ona ist eine junge Frau, die gerade ein kleines Mädchen geboren hat, als man sie direkt aus dem Krankenhaus deportiert. Ihr Mann wurde bereits verschleppt. Ihre kleine Tochter stirbt auf dem beschwerlichen Weg in die Kolchose. Ona wird wahnsinnig vor Trauer, woraufhin ein Soldat sie erschießt.
Herr Lukas
Herrn Lukas treffen Lina und ihre Familie auf dem Weg nach Sibirien. Er zieht immer seine Uhr auf, weil es ihn beruhigt. Er spricht Englisch und kann den anderen sagen, was sich in den Kisten befindet, die die Amerikaner für die russischen Soldaten geliefert haben.
Janina
Janina ist ein kleines Mädchen, das seitdem ein Soldat ihre Puppe Liale zerstört hat, behauptet, dass diese zu ihr spricht. Obwohl Janinas Mutter in der Einöde Sibiriens beinahe wahnsinnig wird, bleibt das kleine Mädchen tapfer.

### Sowjets
Nikolai Kretzky
Nikolai Kretzky ist ein NKWD-Soldat, der auf Lina zunächst genauso grob und kaltherzig wirkt, wie alle anderen. Doch was sie nicht weiß, ist, dass er sie als Zeichnerin vorgeschlagen hat, damit sie zusätzliches Essen bekommt und ihre Mutter vor einer Vergewaltigung gerettet hat, weswegen er strafversetzt wurde. Als er Lina beim Holzstehlen erwischt, verpfeift er sie nicht. Kretzky hasst sich selbst für seine Arbeit beim NKWD. Doch auch er hat es nicht leicht, denn seine polnische Mutter starb, als er noch sehr jung war und die neue Frau seines Vaters verachtet ihn, weil er halb Pole ist. Es ist Kretzky, der Dr. Samodurow über die schlimmen Umstände im Lager benachrichtigt und somit indirekt für Besserung sorgt.
Uljuschka
Uljuschka beherbergt die Familie Vilkas in ihrer winzigen Hütte in Altai und ist darüber zunächst gar nicht erfreut. Sie verlangt ständig Essen, Wertgegenstände oder Zigaretten als Gegenleistung für den dürftigen Unterschlupf. Sie ist mürrisch und gierig, weil sie selbst nicht viel hat, doch Elenas Versuche, sich ihr anzunähern, zeigen Wirkung und als die Familie abtransportiert wird, gibt Uljuschka ihnen ihre angesammelten Nahrungsmittel.
Der Kommandant
Der Kommandant hat einen Goldzahn. Er ist selbstverliebt und grausam. Er erschießt Ona, die wegen ihres toten Kindes trauert, quält die Gefangenen und lässt Lina zwei Porträts von ihm zeichnen, von denen er eines über seinem Schreibtisch hängen will.
Der Wachmann Iwanow
Iwanow hat braune, faulige Zähne und beschimpft die Gefangenen als Schweine. Er nimmt ihnen ihre Brotrationen ab, wenn sie sich das Essen aufsparen, isst das Brot selbst und spuckt es dann in den Dreck. Er lacht über das Elend der Internierten und schert sich wenig um die viele Toten.
Dr. Samodurow
Dr. Samodurow besucht als Inspektor das Lager in Sibirien und ist von den Zuständen erschüttert. Er hilft den Kranken so gut es eben geht und sorgt nachhaltig für eine Verbesserung.

## Literarische Gattung und Stil
Und in mir der unbesiegbare Sommer ist ein historischer Jugendroman, der zwar auf Tatsachenberichten beruht, dessen Figuren jedoch fiktiv sind. Es handelt sich um eine autodiegetische Erzählung aus der Perspektive der Protagonistin Lina. Die chronologisch erzählte Handlung wird unterbrochen von Rückblenden, die aus Linas Gedanken, an ihre glückliche Zeit kurz vor der Verschleppung, bestehen.

## Literarische Kritik
Und in mir der unbesiegbare Sommer erhielt ein insgesamt positives Presseecho.
Deutsche Presse

„Ruta Sepetys dialogreiche Sprache gibt den furchtbaren und den hoffnungsvollen Momenten Raum. Sie findet auch literarische Bilder für die Zeichnung der Charaktere, in der Darstellung ihrer Stärken und Schwächen erhalten sie die Würde zurück, die ihnen als Opfer genommen wurde.“

Amerikanische Presse

“The opening sentence of this superlative first novel by Ruta Sepetys demonstrates the strength of its unembellished language. […] While Sepetys takes care not to overwhelm readers with endless accounts of murder, the miasma of death hangs over Lina’s journey, and a wrenching loss near the end delivers a hefty emotional punch.”

“A story of hardship as well as human triumph, "Between Shades of Gray" is an eye-opening reimagination of a very real tragedy written with grace and heart.”

“A harrowing page-turner, made all the more so for its basis in historical fact, the novel illuminates the persecution suffered by Stalin's victims (20 million were killed), while presenting memorable characters who retain their will to survive even after more than a decade in exile.”

“Sepetys’ flowing prose gently carries readers through the crushing tragedy of this tale that needs telling.”

## Nominierungen und Auszeichnungen
| 2012 | Cargie Medal Shortlist                      |
| 2012 | William C. Morris Debut Award Finalist      |
| 2012 | Golden Kite Award for Fiction               |
| 2012 | IRA Children’s and Young Adult’s Book Award |
| 2013 | Prix Livrentête Romans Ado                  |
| 2013 | Prix Farniente                              |

### Hörbuch
Am 11. März 2011 erschien bei Penguin Audio eine Hörbuchausgabe der englischsprachigen Fassung des Buches, die von Emily Klein eingelesen wurde.

## Öffentliche Buchpräsentationen
Das Buch wurde beim Kinder- und Jugendprogramm des 16. Internationalen Literaturfestivals Berlin im September 2016 in Anwesenheit der Schriftstellerin vorgestellt.